# قرارداد نماد مشترک

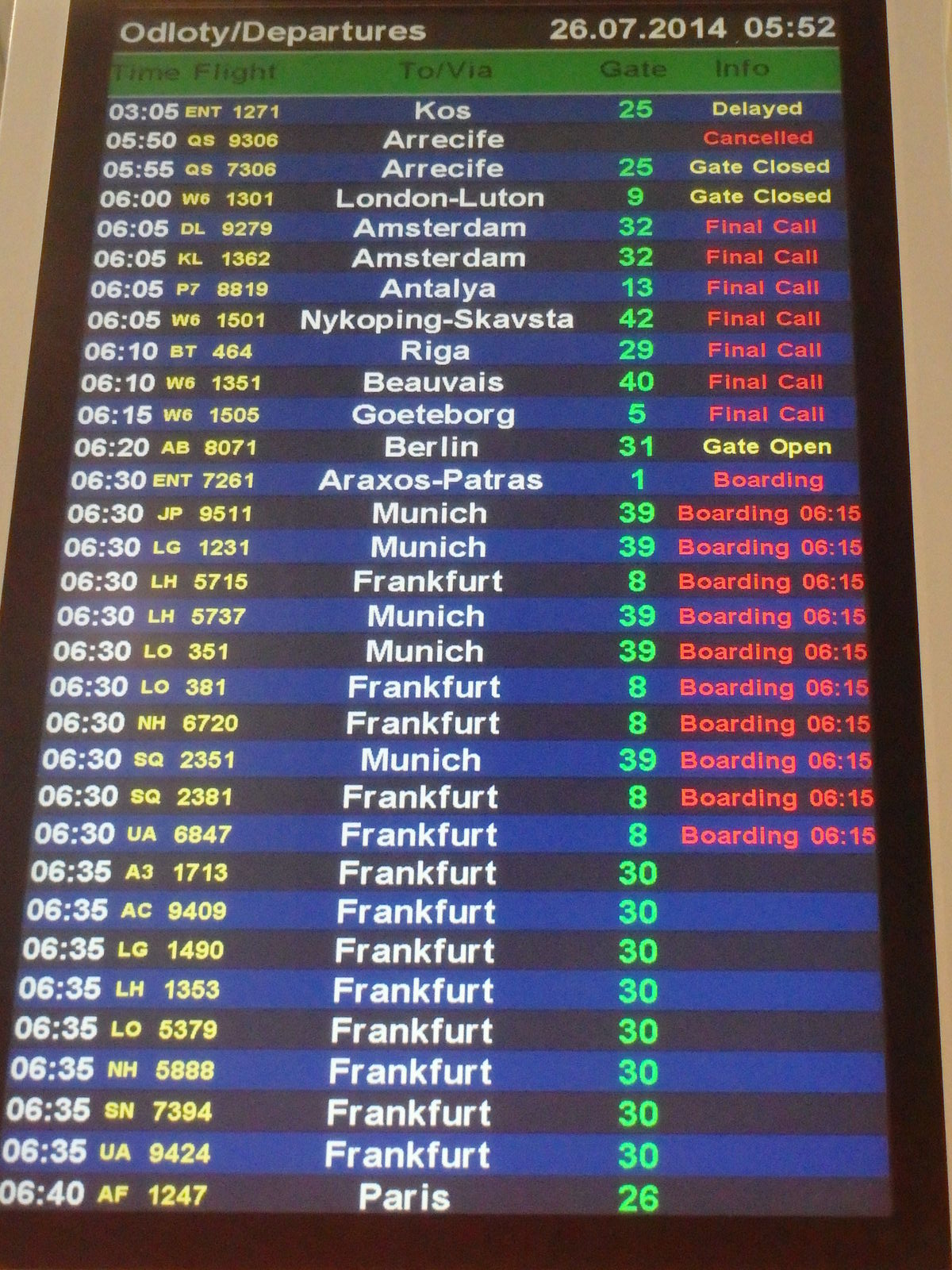
یک صفحه نمایش اطلاعات که در آن پروازهای نماد مشترک به تصویر در آمده‌اند

قرارداد نماد مشترک (انگلیسی: Codeshare agreement) نوعی از موافقت نامه و قرارداد در صنایع هوایی است که در آن دو یا چند شرکت هوایی یک پرواز را به اشتراک می‌گذارند؛ به گونه‌ای که هر شرکت تحت نام برند خود و شماره خود به فروش بلیت می‌پردازند. بلیت این پروازها را می‌توان از هر کدام از این شرکت‌ها خرید ولی فقط تحت عنوان یکی از آنها پرواز انجام می‌شود. برای مثال، از تاریخ ۱۱ سپتامبر سال ۲۰۰۱ شرکت‌های هواپیمایی امارات و فلای دبی چنین قراردادی با هم امضا کرده‌اند. این اشتراک نماد در پروازهای شهرهای ایران به ترکیه و بلعکس اجرا می‌شود.